# Noui Laïfa
Pour les articles homonymes, voir Laïfa.
Noui Laïfa, né le 23 juillet 1986 aux Ulis (Essonne), est un footballeur français évoluant au poste de demi défensif. Il défend les couleurs du Sainte-Geneviève Sports, en National 2 depuis 2022.

## Biographie
Fan de l'Inter Milan, joueur amateur aux Ulis en Promotion d'honneur puis révélé en CFA au club essonnien de Sainte-Geneviève Sports lors de la saison 2007-2008, Noui Laïfa rejoint l'UJA Alfortville et participe à la montée historique qui verra les UJAïstes monter en National.
Courtisé alors par plusieurs clubs, il rejoint l'US Créteil, où Hubert Velud puis Jean-Luc Vasseur en font une pièce-maîtresse de leur dispositif. Le joueur est cependant régulièrement dans le collimateur des arbitres, notamment lors de sa première saison chez les Béliers, où il écope de 12 cartons jaunes et se voit expulsé contre le FC Rouen, l'arbitre lui infligeant un second carton jaune pour simulation. Il est malgré tout pisté par le Stade lavallois.
Après sa deuxième saison à Créteil, de nombreux clubs de Ligue 2 s'intéressent à lui dont le RC Lens. Il signe cependant au Gazélec Ajaccio, promu en Ligue 2. Il y dispute 32 matches en Ligue 2 et inscrit 4 buts, dont une frappe en pleine lucarne sur le terrain de l'AS Monaco, futur champion de L2, qui permet à l'équipe corse d'ouvrir le score. Il reçoit un carton rouge lors de la 35e journée de L2 lors du match contre Le Mans FC. Il écope alors de trois matches de suspension, ce qui le prive des trois dernières journées avec le club insulaire.
Le GFCOA finissant bon dernier du championnat, il quitte le club et retrouve l'Île-de-France en s'engageant en août 2013 avec le Paris FC, relégué sportivement en CFA mais repêché administrativement en National à l'issue de la saison précédente.
En 2014 il signe un contrat de deux ans en faveur de USM Alger où il retrouve son ancien entraineur Hubert Velud.
Le 1er décembre 2014, il s'engage avec les SR Colmar.